# Raychikhinsk
Raychikhinsk (en ruso: Райчи́хинск) es una localidad rusa de Amur situada en la cuenca de los ríos Zeya y Bureya a 40 km del Amur (cerca de la frontera con China) y a 165 km al este de Blagoveshchensk. Según el censo de 2010, la población era de 20 534 habitantes.

## Historia
La localidad está situada cerca de una mina de lignito. En 1913 comenzó la producción minera y en 1932 se construyó el primer asentamiento bajo el nombre de Raychikha.
En 1938 se levantó un gulag en el que hubo 11.000 prisioneros forzados a trabajar en el sector del carbón. En 1942, el campo de internamiento cerró. En 1944, la población obtuvo el estatus de ciudad y fue renombrada a su nombre actual.

## Demografía
| 1959   | 1970   | 1979   | 1989   | 1996   | 2002   | 2008   |
| ------ | ------ | ------ | ------ | ------ | ------ | ------ |
| 27 200 | 25 200 | 28 100 | 27 900 | 27 100 | 24 498 | 22 924 |

## Economía y transporte
La minería es el sector principal de la economía municipal. Raychikhinsk dispone de varias minas de carbón, lignito y de otras dos minas a cielo abierto construidas recientemente. La mayor empresa de la ciudad es JSC Amursky Coal (minas a cielo abierto Severo-Vostochny y Yerkovetsky, yacimiento de Kontaktovy). La localidad está conectada por el Transiberiano a través de la estación de Bureya.